# Gerhard Kern
Gerhard Kern (* 27. Januar 1950 in Hettstedt) ist ein deutscher Politiker (CDU). Er war von 1990 bis 1998 Mitglied im Landtag Sachsen-Anhalt.

## Ausbildung und Leben
Gerhard Kern machte nach 10-klassiger Schulausbildung eine zweijährige Berufsausbildung als Chemieanlagenbauer und absolvierte danach eine dreijährige Ingenieurausbildung mit dem Abschluss als Maschinenbauingenieur. Er arbeitete als Konstrukteur und Gruppenleiter bei Ratiomittelbau und war Vorsitzender der Produktionsgenossenschaft des Handwerks.
Gerhard Kern, der römisch-katholischer Konfession ist, ist verheiratet und hat zwei Kinder.

## Politik
Gerhard Kern ist seit 1973 Mitglied der CDU. Nach der Wende wurde er 1990 Kreisvorsitzender der CDU Sangerhausen. Seit den Kommunalwahlen 1990 gehörte er dem Kreistag an. Er wurde bei der ersten Landtagswahl in Sachsen-Anhalt 1990 im Landtagswahlkreis Sangerhausen I (WK 48) direkt in den Landtag gewählt. Bei der Landtagswahl in Sachsen-Anhalt 1994 wurde er im Landtagswahlkreis Sangerhausen (WK 33) erneut direkt in den Landtag gewählt.